# Hangö Möön
Hangö Möön är en ö som är belägen i Skärgårdshavet i sydvästra Finland. Ön tillhör Hangö stad och ligger i landskapet Nylands västra del. Arean är 0,42 kvadratkilometer.
Terrängen på Hangö Möön är mycket platt. Öns högsta punkt är 20 meter över havet. Den sträcker sig 0,4 kilometer i nord-sydlig riktning, och 1,3 kilometer i öst-västlig riktning.
Havsklimat råder i området och årsmedeltemperaturen är cirka 5 °C. Den varmaste månaden är augusti, då medeltemperaturen är 16 °C, och den kallaste är februari, med −6 °C.
På Möön finns ett 21,5 hektar stort rekreationsområde, som utgör en del av landskapet Nylands rekreationsområdesnätverk.   